# Frankfurt (Main) Hauptgüterbahnhof

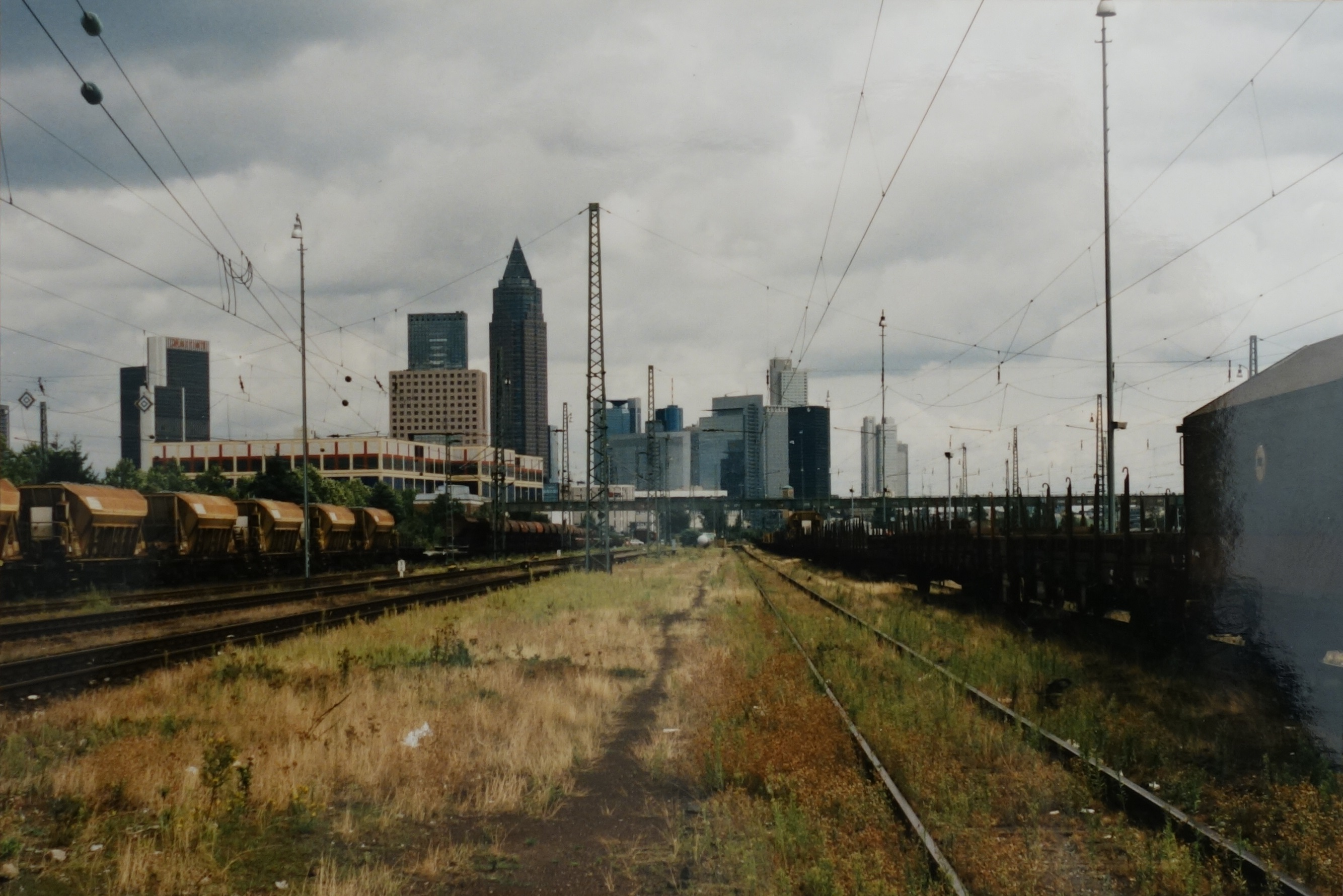
Frankfurter Hauptgüterbahnhof 1999. Heute befindet sich an dieser Stelle der Gleisfeldpark des Europaviertels.

Der Bahnhof Frankfurt (Main) Hauptgüterbahnhof (Hgbf) war der größte Güter- und Rangierbahnhof in Frankfurt am Main.

## Lage

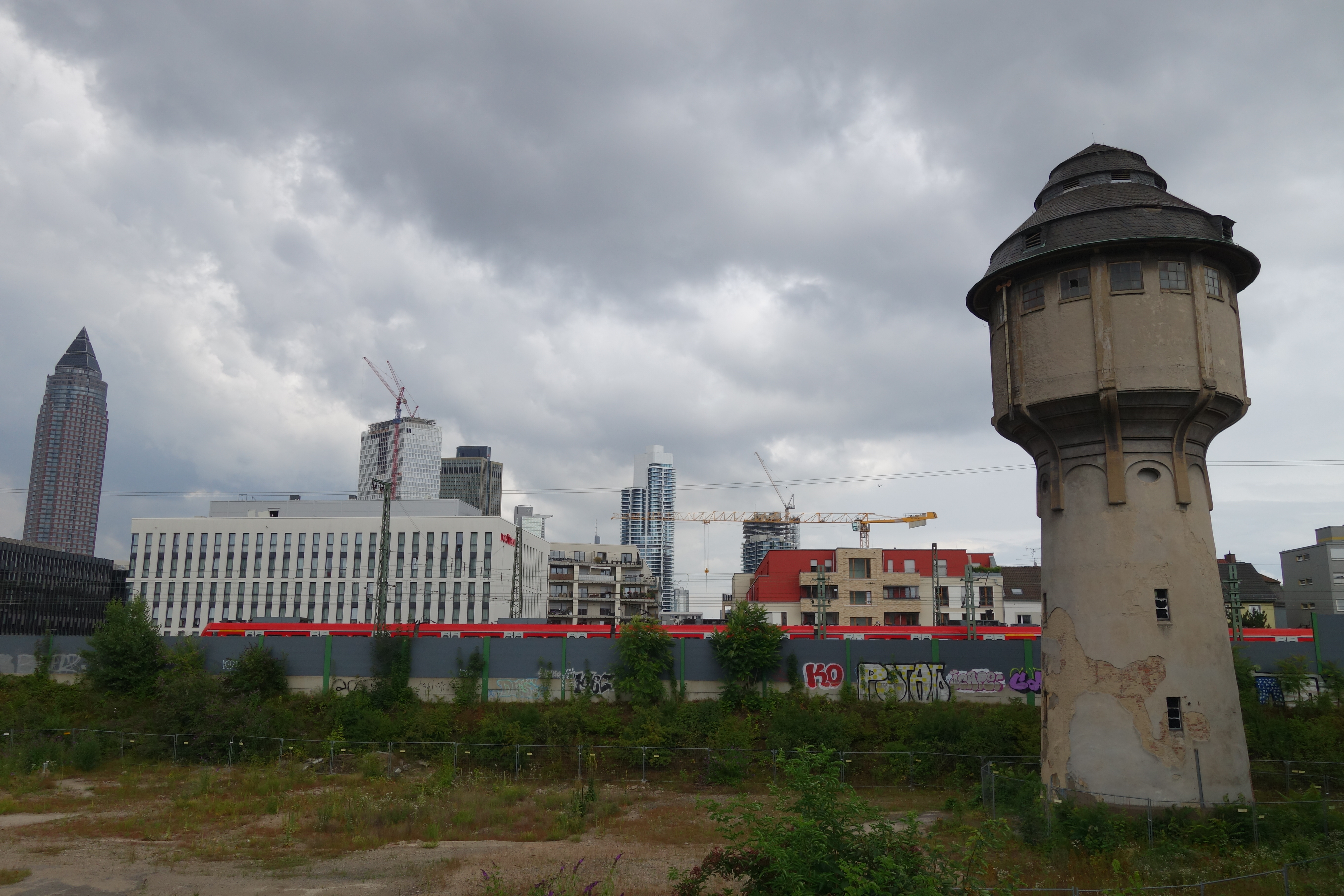
Wasserturm des einstigen Hauptgüterbahnhofs, 2021, von Westen. Hinter der Schallschutzmauer S-Bahn-Triebzug. Hintergrund v.l.: Messeturm, One (in Bau), Tower 185, Kronenhochhaus, Grand Tower und Eden, sowie dahinter The Spin (in Bau)

Der Hauptgüterbahnhof lag zentrumsnah nördlich des Hauptbahnhofs für den Personenverkehr, war als Kopfbahnhof angelegt und diente dem Stückgutumschlag. Die eisenbahnseitige Zufahrt erfolgte von Westen von der Taunus-Eisenbahn aus Wiesbaden bei Streckenkilometer 6,1 und über zwei Verbindungskurven in nördlicher und südlicher Richtung auf die Main-Weser-Bahn bei den Streckenkilometern 1,6 und 2,5. Diese Zufahrtsstrecken trugen die Streckennummern 3631 (westliche und südliche Einfahrt) und 3632 (westliche und nördliche Einfahrt). Straßenseitig wurde der Bahnhof von Osten, wo das Stadtzentrum lag, erreicht. Die Grundfläche betrug ca. 70 Hektar. Westlich der Emser Brücke und der auf ihr verlaufenden Main-Weser-Bahn lag ein Rangierbahnhof. Der Rangierauslauf erstreckte sich bis zum Niedwald und verfügte an dessen westlichem Rand über ein Anschlussgleis zur Taunus-Eisenbahn und das dort befindliche Ausbesserungswerk Nied.

## Geschichte
Als Central Güter-Bahnhof der Staatsbahnen (Die Deutsche Reichsbahn gab es erst ab 1920) wurde er zusammen mit dem neuen Hauptbahnhof für den Personenverkehr im Stadtteil Gallus in den 1880er Jahren errichtet. Die beiden Bahnhöfe ersetzen die Frankfurter Westbahnhöfe, die zu klein geworden waren und aufgegeben wurden. Betriebsaufnahme des Hauptgüterbahnhofs war am 1. August 1888 – 18 Tage vor der des Hauptbahnhof für den Personenverkehr. Auf dem südlichen Teil des Geländes, entlang der Idsteiner Straße, hatte sich ab 1890 fast 100 Jahre lang ein Ausbesserungswerk befunden, in dem zeitweise bis zu 1600 Menschen arbeiteten. Ferner arbeitete hier ein eigenes Bahnbetriebswerk (Bw Frankfurt (M) 2), das die Güterzug- und Rangierlokomotiven wartete. Dazu zählten insbesondere die Preußischen Güterzuglokbaureihen G 8.1 und G 10, aber auch T 12 und die (ebenfalls auf allen anderen Frankfurter Bahnbetriebswerken eingesetzten) T 9.3. Im Oktober 1941 wurden die ersten Einheitsloks der Baureihe 50 geliefert. Während G 8.1 und G 8.3 bereits Anfang der 60er Jahre ausgemustert worden waren, hielten sich die 50er bis zur Einführung des Sommerfahrplans am 1. Juni 1969 als letzte in Frankfurt stationierte Dampflokomotiven, nachdem das Bw Frankfurt (M) 3 1959 aufgelöst worden war und das Bw Frankfurt (M) 1 1960 seine Dampflokunterhaltung beendet hatte.
Die letzten 50er bespannten nicht nur Güterzüge gen Taunus (Grävenwiesbach) und Wetterau (Bad Vilbel, Friedberg, Hungen, Nidda und Stockheim) sowie in südlicher Richtung nach Dietzenbach, Ober-Roden und Dieburg nebst Übergaben innerhalb Frankfurts. Sie beförderten ferner auch einzelne Personenzüge Richtung Friedberg und von dort nach Bad Homburg. Nach ihrer Verlegung nach Limburg und Darmstadt übernahmen Frankfurter Dieselloks der Baureihe 290 sowie Gießener 211 ihre Aufgaben.

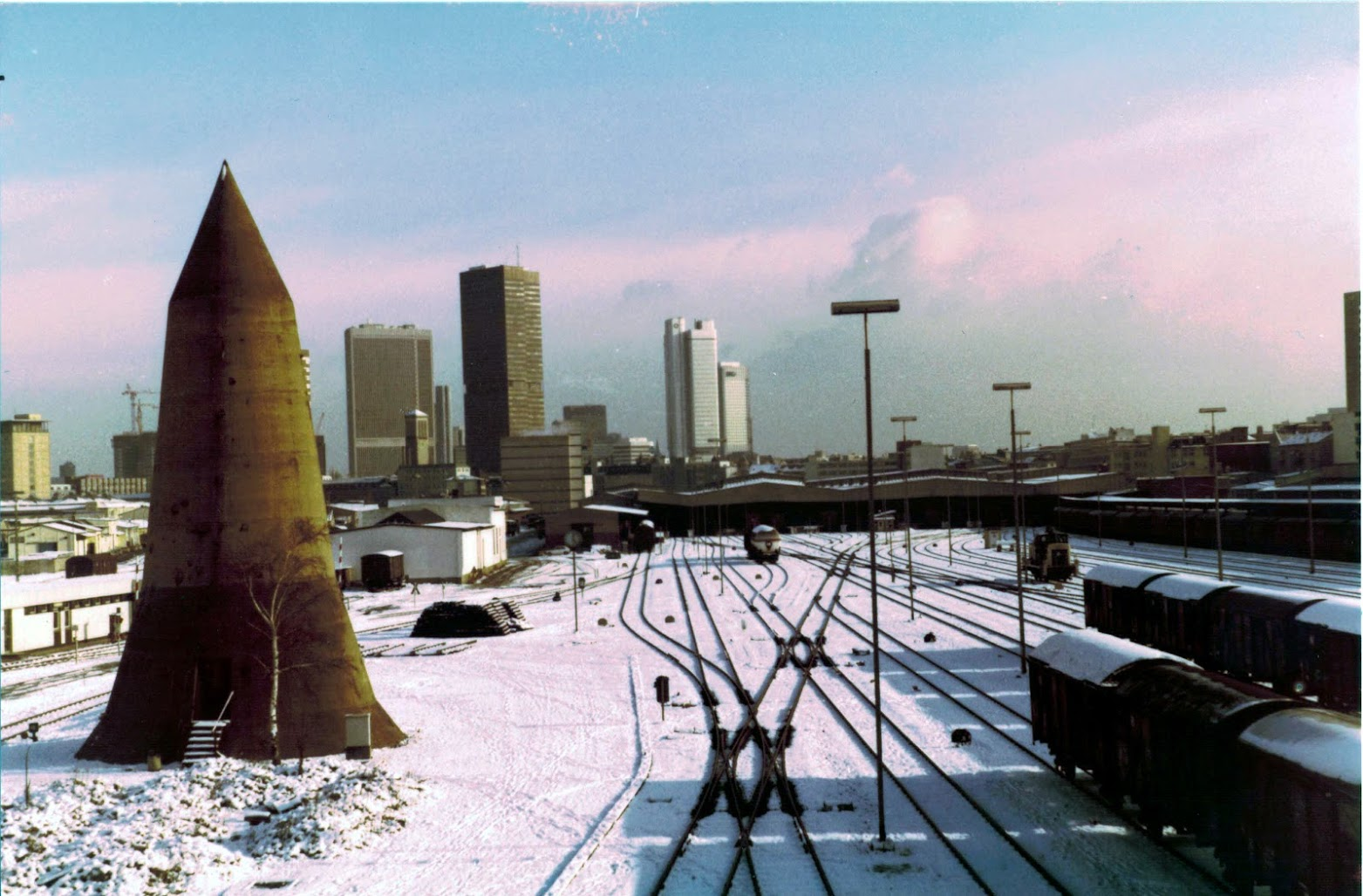
Hauptgüterbahnhof 1979/80 samt Spitzbunker der Bauart Winkel

Im Zweiten Weltkrieg war der Bahnhof auch Ziel der Luftangriffe auf Frankfurt, so zum Beispiel am 11. Dezember 1944 und am 29. Dezember 1944.
Das am 6. Februar 1968 in Betrieb genommene westliche Stellwerk Frwf war das erste Ablaufstellwerk der Bundesbahn mit zentraler elektronischer Befehlsverarbeitung. Es befand sich etwa dort, wo heute das Wohnhochhaus AXIS steht an der Ecke Europaallee/Eppenhainer Straße.
Infolge des Wegzugs industrieller Betriebe in Gewerbegebiete am Stadtrand und der allgemeinen Verlagerung des Stückgutverkehrs auf die Straße wurde der Hauptgüterbahnhof 1996 aufgegeben. Ab 1998 begann der Rückbau der ersten Abschnitte: Oberbau und ein Teil der Gebäude wurden beseitigt. Der Betrieb auf den verbliebenen Gleisen des vorgelagerten Rangierbahnhofs endete schließlich Mitte der 2000er-Jahre. Seitdem wird der DB-Güterverkehr in Frankfurt ausschließlich über den Ostbahnhof abgewickelt.
Das Gelände war Teil der Planungen von Frankfurt 21. In den Planungen für eine Bewerbung Frankfurts als Ausrichter der Olympischen Sommerspiele 2012 war das Areal des Hauptgüterbahnhofs vorgesehen als Standort des Olympischen Dorfs.

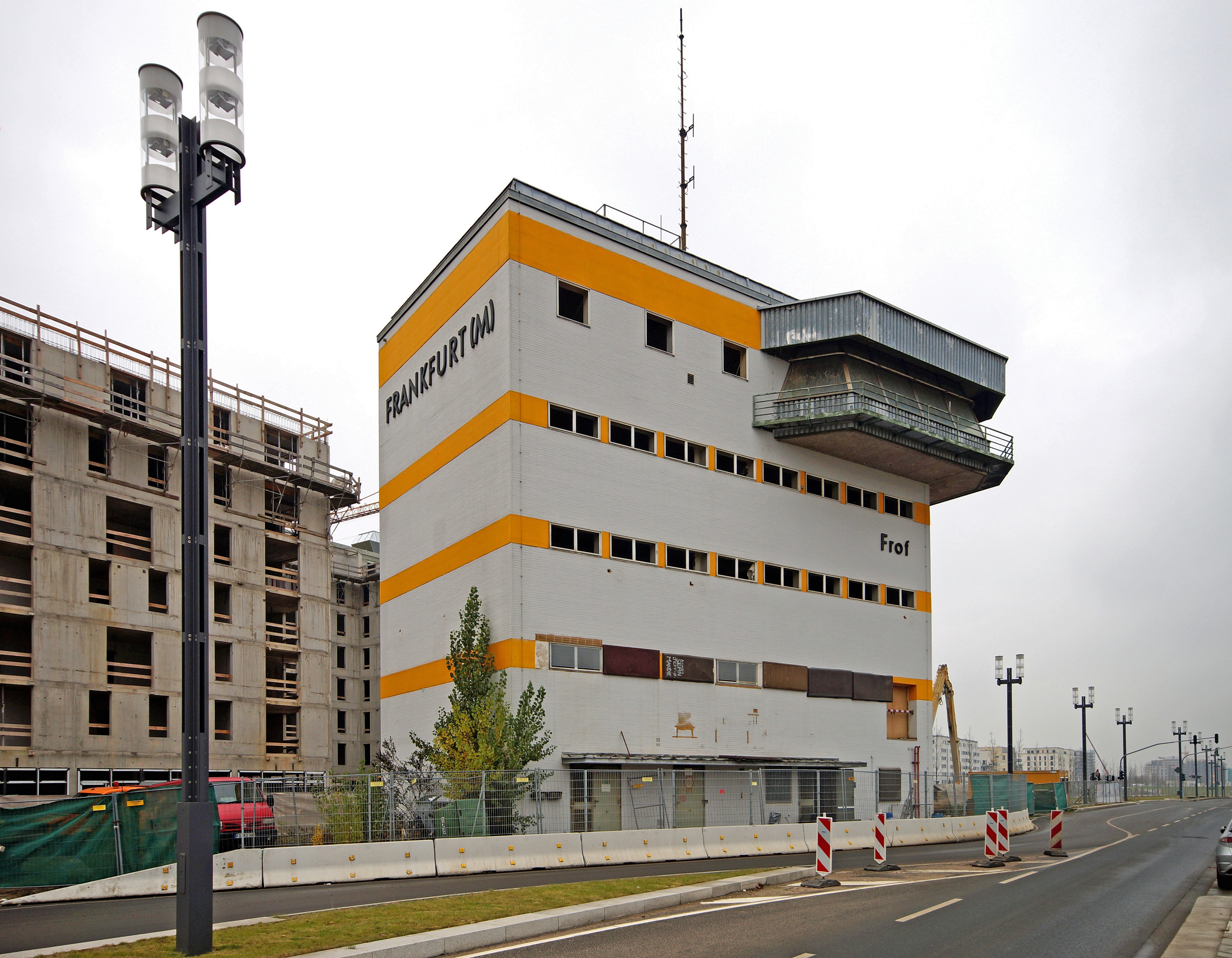
Das Stellwerk Frof im November 2013, kurz vor dem Abriss. Im Hintergrund: das entstehende Europaviertel

Heute befinden sich auf dem Areal Teile des Messegeländes und das Europaviertel. Die Straßenbezeichnung „Güterplatz“ erinnert an den Standort des Gebäudes der Abfertigungshalle des Bahnhofs. Einen Eisenbahn-Bezug haben außerdem die Straßennamen Knorrstraße sowie Stephensonstraße, wo sich von 1993 bis zum Umzug nach Berlin im Jahr 2000 die Zentrale der DB AG befand, und danach die Zentralen der Personenverkehrsgesellschaften der DB AG bis zum Umzug in den neuen Komplex The Brick an der Europa-Allee im Jahr 2021. Das auf dem Gelände des einstigen Ausbesserungswerks errichtete, brutalistische ehemalige Hauptverwaltungs-Gebäude des Architekten Stephan Böhm wird auch bezeichnet als Bahnpyramide sowie Alcatraz in Anlehnung an die ehemalige Gefängnisinsel. Das Gebäude steht unter Denkmalschutz. Es soll saniert, modernisiert und als Multifunktionsgebäude neu genutzt werden.
Abgesehen von einigen Ruinen im einstigen Rangierauslauf, sind nur der Wasserturm nahe der Emser Brücke und das ehemalige Pförtnerhaus des Ausbesserungswerks in der Idsteiner Straße erhalten geblieben. Im Februar 2019 hatte ein Künstler den Turm besetzt und teils als öffentliches Atelier genutzt. Jetzt soll er mit gastronomischer Nutzung in einen kleinen Park integriert werden.

## Galerie

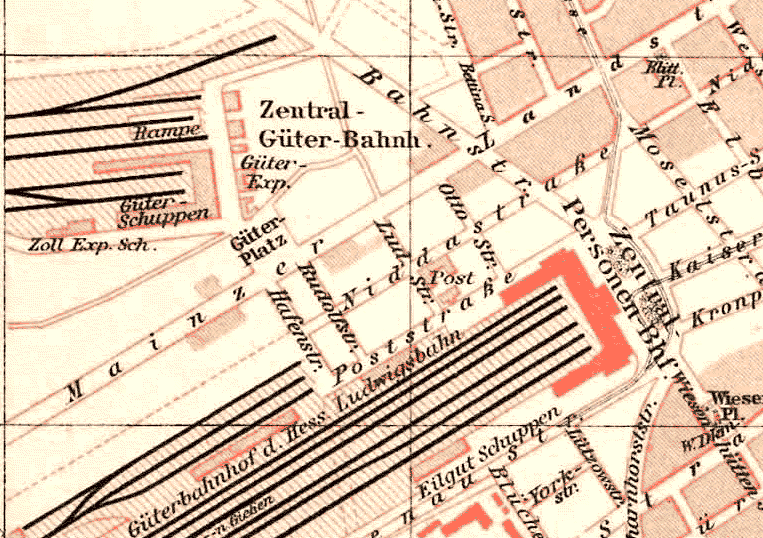
Stadtplan 1893: Hauptgüterbahnhof (oben) und Hauptbahnhof
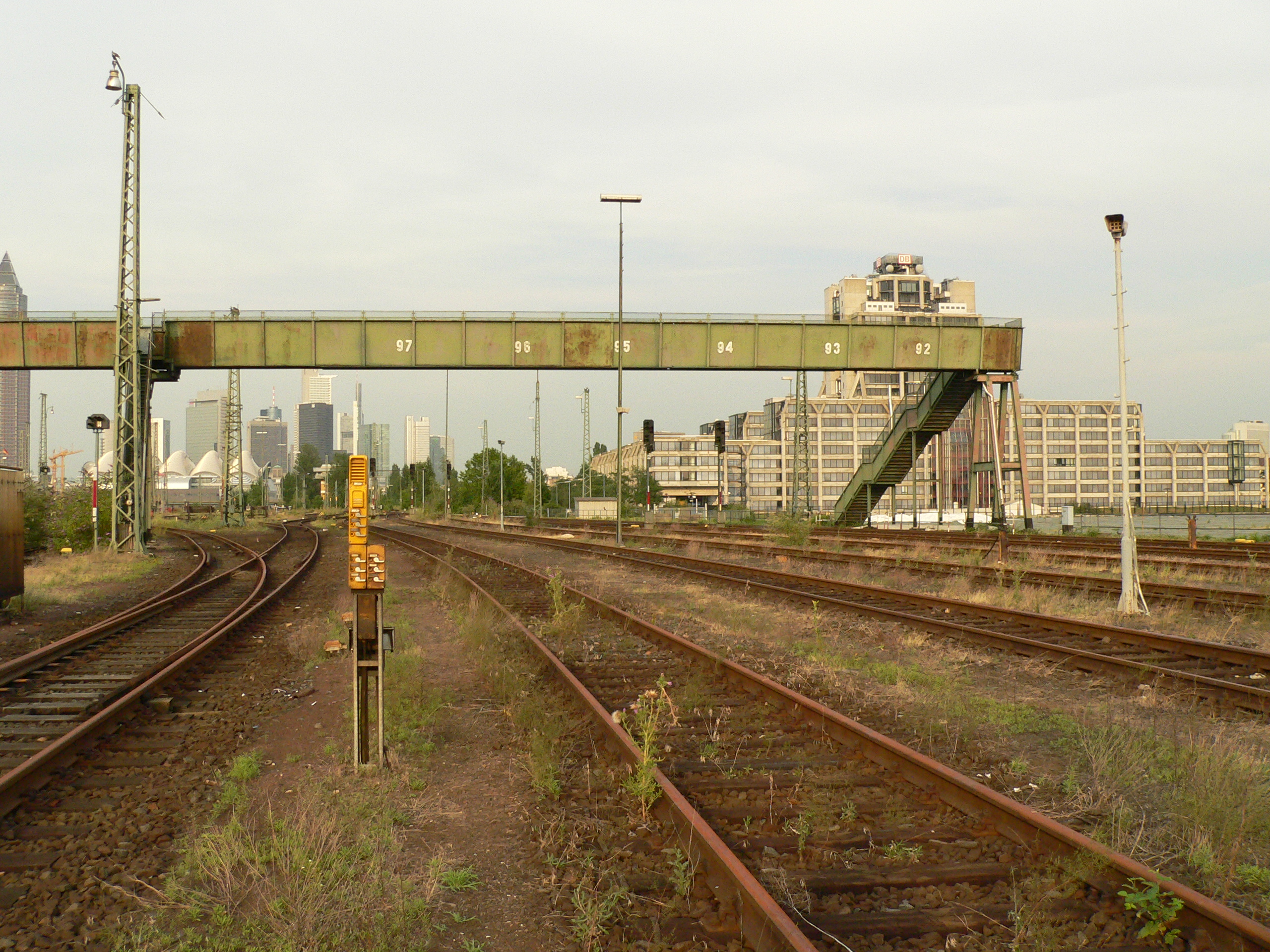
Einstiges Gleisfeld. Hintergrund: ehemalige DB-Hauptverwaltung
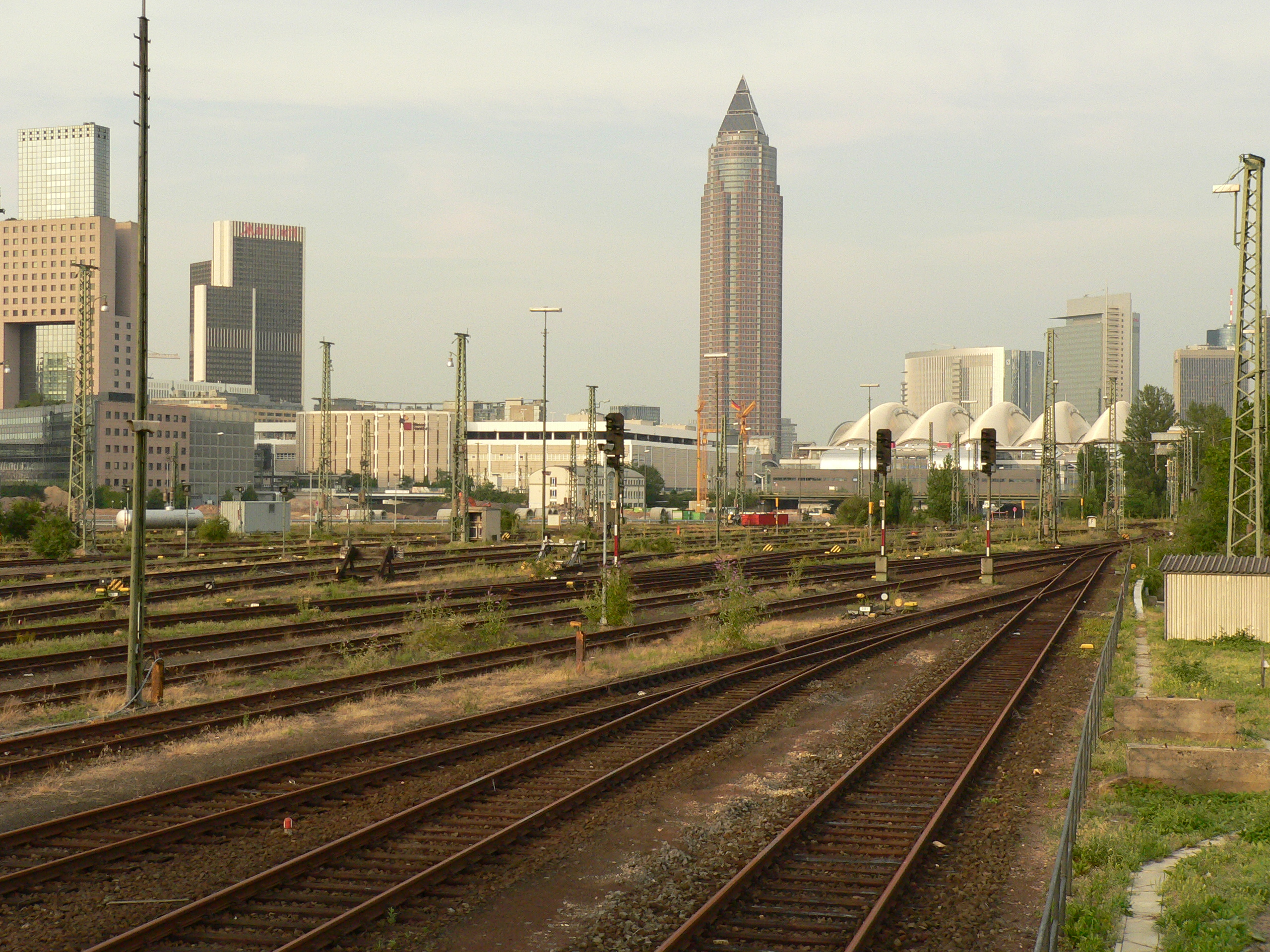
Einstiges Gleisfeld
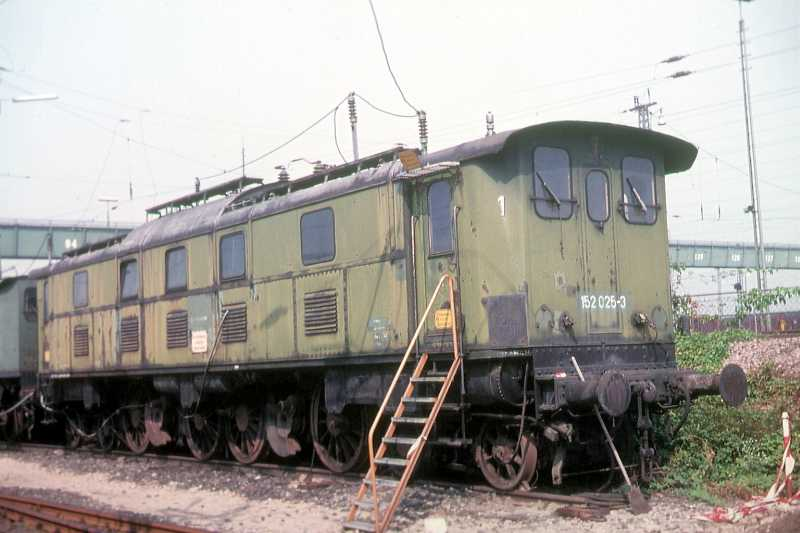
1983: Ausrangierte Lok 152 025 als Trafo für das Prüffeld des Ausbesserungswerks. Hintergrund: Brücke über das Gleisfeld
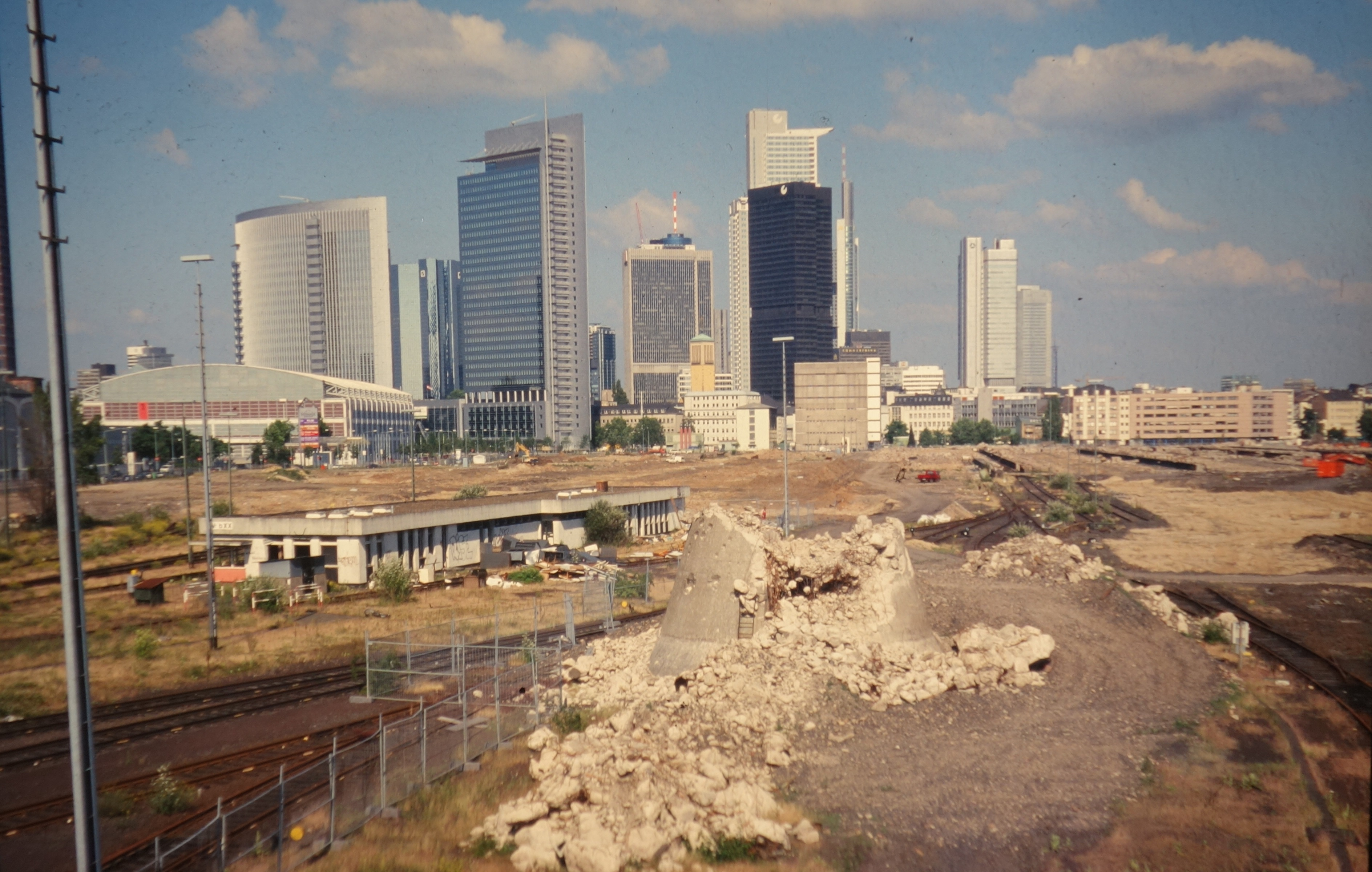
Abbrucharbeiten Anfang der '00er Jahre (im Hintergrund das noch schwarze City-Haus I vor seinem Umbau)

## Mauereidechse
Auf dem Gelände gibt es einen speziell als Ersatzlebensraum für die Mauereidechse eingerichteten Bereich.